# Rejon rakiszecki
Rejon rakiszecki (lit. Rokiškio rajono savivaldybė) – rejon w północno-wschodniej Litwie. Według danych z 2020 rejon był zamieszkiwany przez 28 070 osób.

## Miejscowości
- Abele
- Ponedele
- Rakiszki (siedziba rejonu)
- Czadosy
- Dokiszki
- Juodupė
- Jużynty
- Komaje
- Poniemunek
- Poniemuń
- Soły
- Suwejniszki
- Žiobiškis